# Fuchajcha
Fuchajcha – wieś w Syrii, w muhafazie muhafazie Ar-Rakka. W 2004 roku liczyła 855 mieszkańców.
Tereny wsi były wykorzystywane przez Państwo Islamskie do grzebania ofiar swoich działań terrorystycznych. W 2019 roku, ponad rok po wyzwoleniu Ar-Rakki przez siły SDF, w miejscowości odkryto największy zbiór indywidualnych i masowych grobów, w którym pogrzebano co najmniej 3500 osób.